# Matthew Arnold
Matthew Arnold (Laleham, 24 dicembre 1822 – Liverpool, 15 aprile 1888) è stato un poeta, critico letterario e educatore britannico.

## Biografia
Era figlio di Thomas Arnold, famoso rettore della Rugby School, e fratello di Tom Arnold, docente di letteratura e di William Delafield Arnold, scrittore e funzionario coloniale.
Nel periodo 1847-51 lavorò come segretario di Lord Landsdowne, poi fu ispettore scolastico, viaggiando spesso per visitare scuole inglesi e non, e per vedere come fossero organizzate e come migliorarne l'insegnamento (in ciò diede un grande contributo).
Nel 1851 sposò Fanny Lucy Wightman con la quale ebbe sei figli, di cui solo tre gli sopravvissero.
Nel 1857 fu eletto Professor of Poetry dell'Università di Oxford, dove fu il primo a usare l'inglese anziché il latino durante le proprie conferenze. Venne confermato nel mandato successivo (1862). 
Come critico letterario, si distinse per il tentativo di reinserire l'individuo all'interno della società e il letterato nell'ambito della tradizione.
A partire dalle Lives of the Poets di Samuel Johnson, per cui fece una scelta e una prefazione importante, anche dove non fosse d'accordo con lui, Arnold fornì con generosità e intelligenza tutta una serie di valutazioni ed espressioni alla critica letteraria del suo tempo. Promuovendo una cultura europea comune, accusò la cultura inglese di essere provinciale, principalmente con gli "Essays and Criticism" (1865), che furono apprezzati da diversi lettori soprattutto dopo la sua morte (per esempio da Walter Pater, Henry James, Thomas Stearns Eliot o Wallace Stevens).
Alcuni suoi scritti, per lo più pubblicati su giornali come "Cornhill" e "Fortnightly Review" e solo dopo raccolti in volumi, si occuparono anche dei problemi sociali e religiosi, come nel caso di Culture and Anarchy (1869), nel quale l'autore assegnò alla cultura il compito di infrangere gli steccati che separavano le varie classi sociali, con un fondo di ottimismo a proposito dello sviluppo dell'umanità in quanto organismo.
In saggi successivi, come Literature and Dogma (1873) e God and the Bible (1875), Arnold identificò la poesia come un possibile sostituto sia della religione sia della metafisica.
Una delle sue formule critiche più fortunate fu quella di evidenziare l'amalgama di coscienza morale ebraica e intelligenza ellenistica che stanno alla base della cultura occidentale, essendo religione e poesia, ovvero "cuore e immaginazione" le due matrici della "moralità toccata da emozione" ovvero la poesia quale mezzo di trasmissione dell'esperienza spirituale.
Il suo magistero critico, con maggiore o minore fedeltà, ha collaborato a creare il punto di vista generale sulla funzione della cultura in critici come Lionel Trilling, Northrop Frye o Harold Bloom, o per le pagine critiche di Oscar Wilde, George Santayana e di T.S. Eliot, tra tutti forse il debitore più grato. 
La sua produzione poetica, da qualcuno ritenuta tra le più importanti del periodo vittoriano inglese, fu caratterizzata da opere di ampio respiro, quali Tristram and Iseult (1852), le tragedie Empedocles on Etna (1852) e Merope (1858) e da composizioni brevi come il sonetto Shakespeare (1849), The Forsaken Merman (1849).
Famosa è la sua poesia Dover Beach (scritta intorno al 1849-51 e pubblicata nel 1867), sulla cittadina inglese che era porto verso la Francia e l'Europa.
Le sue opere influenzarono il critico letterario statunitense William Crary Brownell.

### Opere
- George W. E. Russell (a cura di), Letters of Matthew Arnold, 1849-88, 2 voll., London e New York: Macmillan, 1895
- Howard F. Lowry (a cura di), The Letters of Matthew Arnold to Arthur Hugh Clough, Oxford University Press, 1932
- Chauncey B. Tinker e Howard F. Lowry (a cura di), The Poetical Works of Matthew Arnold, Oxford University Press, 1950
- William Buckler (a cura di), Passages from the Prose Writings of Matthew Arnold selected by the author, New York: NY University Press, 1963
- Kenneth Allott (a cura di), The Poems of Matthew Arnold, London e New York: Longman Norton, 1965
- Robert H. Super (a cura di), The Complete Prose Works of Matthew Arnold, 11 voll., Ann Arbor: University of Michigan Press, 1960-1977
- Denys Thompson (a cura di), Matthew Arnold: Selected Poems & Prose, London: Heinemann, 1971
- Kenneth Allott (a cura di), Poems (scelta), introduzione di Jenni Calder, Harmondsworth: Penguin Books, 1971
- Gillian Sutherland (a cura di), Matthew Arnold on Education, Harmondsworth: Penguin Education, 1973
- Miriam Allott (a cura di), Matthew Arnold: Selected Poems and Prose, London: Everyman's Library, 1978
- Miriam Allott e Robert H. Super (a cura di), The Oxford Authors: Matthew Arnold, Oxford University Press, 1986
- Stefan Collini (a cura di), Culture and Anarchy and Other Writings, Cambridge University Press, 1993
- Cecil Y. Lang (a cura di), The Letters of Matthew Arnold, 6 voll., Charlottesville e London: University Press of Virginia, 1996-2001

### Traduzioni italiane
- Cultura e anarchia, a cura di Vittorio Gabrieli, Torino: Einaudi, 1946
- Saggi di critica letteraria, a cura di Masolino D'Amico, Bari: Adriatica, 1971
- Democrazia, a cura di Bernardo Razzotti, trad. Maria Silvana Nardone, Lanciano: Itinerari, 1991

### Biografie
- George Saintsbury, Matthew Arnold, New York: Dodd, Mead and Company, 1899
- Herbert W. Paul, Matthew Arnold, London: Macmillan, 1902
- G. W. E. Russell, Matthew Arnold, New York: Charles Scribner's Sons, 1904
- Lionel Trilling, Matthew Arnold, New York: Norton, 1939
- Park Honan, Matthew Arnold, a Life, New York: McGraw-Hill, 1981
- Stefan Collini, Arnold, Oxford University Press, 1988
- Nicholas Murray, A Life of Matthew Arnold, New York: St. Martin's, 1996
- Ian Hamilton, A Gift Imprisoned: A Poetic Life of Matthew Arnold, London: Bloomsbury, 1998

### Critica
- G. W. E. Russell, Portraits of the Seventies, New York: Charles Scribner's Sons, 1916
- Sir Edmund Chambers, "Matthew Arnold", Watson Lecture on English Poetry (1932), in English Critical Essays: Twentieth century, a cura di Phyllis M. Jones, Oxford University Press, 1933
- T. S. Eliot, "Matthew Arnold" in The Use of Poetry and the Use of Criticism, Cambridge: Harvard University Press, 1933
- Chauncey Brewster Tinker e Howard Foster Lowry, The Poetry of Matthew Arnold: A Commentary, Oxford University Press, 1940
- W. F. Connell, The Educational Thought and Influence of Matthew Arnold, London: Routledge & Kegan Paul, 1950
- Pietro De Logu, La poetica e la poesia di Matthew Arnold, Genova: Di Stefano, 1961
- Vittorio Gabrieli, Il mirto e l'alloro: studio sulla poesia di Matthew Arnold, Bari: Adriatica, 1961
- George Watson, "Matthew Arnold" in The Literary Critics: A Study of English Descriptive Criticism, Baltimore: Penguin Books, 1962
- A. Dwight Culler, Imaginative Reason: The Poetry of Matthew Arnold, New Haven: Yale University Press, 1966
- David J. DeLaura, Hebrew and Hellene in Victorian England: Newman, Arnold, and Pater, Austin: University of Texas Press, 1969
- Clotilde De Stasio, "Filisteismo e cultura: gli scritti sociali di Matthew Arnold", in Acme, vol. XXXII, 1, Linate: Centro Grafico, maggio-agosto 1979, pp. 183-202
- Northrop Frye, "The Critical Path: An Essay on the Social Context of Literary Criticism", in "Daedalus", 99, 2, pp. 268-342, primavera 1970; poi New York: Prentice Hall, 1983
- Joseph Carroll, The Cultural Theory of Matthew Arnold, Berkeley: University of California Press, 1981
- Ruth apRoberts, Arnold and God, Berkley: University of California Press, 1983
- Carmen Paolini, Lo sviluppo della concezione poetica di Matthew Arnold, Empoli: Ibiskos, 1986
- Harold Bloom (a cura di), W. H. Auden, J. Hillis Miller, Geoffrey Tillotson, G. Wilson Knight, William Robbins, William E. Buckler, Ruth apRoberts, A. Dwight Culler e Sara Suleri, Modern Critical Views: Matthew Arnold, New York: Chelsea House Publishers, 1987
- David G. Riede, Matthew Arnold and the Betrayal of Language, Charlottesville: University Press of Virginia, 1988
- Donald Stone, Communications with the Future: Matthew Arnold in Dialogue, Ann Arbor: University of Michigan Press, 1997
- Laurence W. Mazzeno, Matthew Arnold: The Critical Legacy, Woodbridge: Camden House, 1999
- Linda Ray Pratt, Matthew Arnold Revisited, New York: Twayne Publishers, 2000
- Mary Maragno, Linguistics and social critical methodology: Matthew Arnold, Padova: CLEUP, 2003 ISBN 88-7178-251-8
- Francesco Marroni, Miti e mondi vittoriani: la cultura inglese dell'Ottocento, Roma: Carocci, 2004 ISBN 88-430-2843-X ISBN 978-88-430-2843-6
- Renzo D'Agnillo, The Poetry of Matthew Arnold, Roma: Aracne, 2005 ISBN 88-548-0151-8